# Garðabær
Garðabær är en kommun i republiken Island.   Den ligger i regionen Höfuðborgarsvæði, i den sydvästra delen av landet, 5 km söder om huvudstaden Reykjavík. Garðabær ligger 41 meter över havet och antalet invånare 2021 var 15 096.
År 1986 hittades resterna av ett stort vikingahus, 8×30 meter, kallat Hofsstaðir, i vilket 20–30 personer kan ha bott, från omkring 870-930. Resterna kan tydligt ses i området, särskilt golvet på 170 m². Huset kan ha varit bebott fram till 1100-talet. Under ytterligare utgrävningar 1989 och 2000–2004 gjordes många fler fynd. "Hofsstaða Viking Longhouse Historic Park" (Hofsstaðir minjagarður) förklaras med en informationstavla och ligger på Hofsstaðabraut intill kyrkan Vídalínskirkja.

## Vänorter
Garðabær är vänort med
- Asker, Norge
- Eslöv, Sverige
- Jakobstad, Finland
- Rudersdal, Danmark

## Sport
- Stjarnan FC